# Copa Libertadores da América de 1993
A Taça Libertadores da América de 1993 foi a 34.ª edição do torneio sul-americano, sendo vencida pelo clube brasileiro São Paulo, que venceu na final o clube chileno Universidad Católica. Com a conquista o clube brasileiro se sagrou bicampeão da competição.

## Equipes Classificadas
| Argentina         |                                  |
| Clube             | Classificação                    |
| ----------------- | -------------------------------- |
| Newell's Old Boys | Campeão do Torneio Clausura 1992 |
| River Plate       | Campeão do Torneio Apertura 1992 |

| Bolívia  |                                           |
| Clube    | Classificação                             |
| -------- | ----------------------------------------- |
| Bolívar  | Campeão do Campeonato Boliviano 1992      |
| San José | Vice-campeão do Campeonato Boliviano 1992 |

| Brasil        |                                                 |
| Clube         | Classificação                                   |
| ------------- | ----------------------------------------------- |
| São Paulo     | Campeão da Copa Libertadores da América de 1992 |
| Flamengo      | Campeão do Campeonato Brasileiro 1992           |
| Internacional | Campeão da Copa do Brasil 1992                  |

| Chile                     |                                         |
| Clube                     | Classificação                           |
| ------------------------- | --------------------------------------- |
| Universidad Católica      | Vice-campeão do Campeonato Chileno 1992 |
| Club de Deportes Cobreloa | Campeão do Campeonato Chileno 1992      |

| Colômbia          |                                            |
| Clube             | Classificação                              |
| ----------------- | ------------------------------------------ |
| América de Cali   | Campeão do Campeonato Colombiano 1992      |
| Atlético Nacional | Vice-campeão do Campeonato Colombiano 1992 |

| Equador                |                                             |
| Clube                  | Classificação                               |
| ---------------------- | ------------------------------------------- |
| Barcelona de Guayaquil | Vice-campeão do Campeonato Equatoriano 1992 |
| El Nacional            | Campeão do Campeonato Equatoriano 1992      |

| Paraguai      |                                           |
| Clube         | Classificação                             |
| ------------- | ----------------------------------------- |
| Cerro Porteño | Campeão do Campeonato Paraguaio 1992      |
| Olímpia       | Vice-campeão do Campeonato Paraguaio 1992 |

| Peru             |                                         |
| Clube            | Classificação                           |
| ---------------- | --------------------------------------- |
| Sporting Cristal | Vice-campeão do Campeonato Peruano 1992 |
| Universitario    | Campeão do Campeonato Peruano 1992      |

| Uruguai     |                                                    |
| Clube       | Classificação                                      |
| ----------- | -------------------------------------------------- |
| Nacional    | Campeão da Mini-Liga Pré-Libertadores de 1992      |
| Bella Vista | Vice-campeão da Mini-Liga Pré-Libertadores de 1992 |

| Venezuela |                                             |
| Clube     | Classificação                               |
| --------- | ------------------------------------------- |
| Minervén  | Campeão do Campeonato Venezuelano 1992      |
| Caracas   | Vice-campeão do Campeonato Venezuelano 1992 |

## Fase de grupos

### Grupo 1
| Equipe           | Pts | J | V | E | D | GP | GC | Saldo |
| ---------------- | --- | - | - | - | - | -- | -- | ----- |
| Universitario    | 9   | 6 | 3 | 3 | 0 | 14 | 7  | +7    |
| Sporting Cristal | 7   | 6 | 3 | 1 | 2 | 13 | 9  | +4    |
| Minervén         | 4   | 6 | 1 | 2 | 3 | 6  | 12 | -6    |
| Caracas          | 4   | 6 | 1 | 2 | 3 | 5  | 10 | -5    |

|                  | UNI | SCR | MIN | CAR |
| ---------------- | --- | --- | --- | --- |
| Universitario    | –   | 3–1 | 2–0 | 4–1 |
| Sporting Cristal | 2–2 | –   | 6–2 | 0–1 |
| Minervén         | 1–1 | 1–3 | –   | 1–0 |
| Caracas          | 1–1 | 0–1 | 1–1 | –   |

### Grupo 2
| Equipe               | Pts | J | V | E | D | GP | GC | Saldo |
| -------------------- | --- | - | - | - | - | -- | -- | ----- |
| Universidad Católica | 8   | 6 | 3 | 2 | 1 | 15 | 8  | +7    |
| Bolívar              | 7   | 6 | 3 | 1 | 2 | 10 | 7  | +3    |
| Cobreloa             | 7   | 6 | 2 | 3 | 1 | 8  | 9  | -1    |
| San José             | 2   | 6 | 1 | 0 | 5 | 8  | 17 | -9    |

|                      | UCA | BOL | COB | SJO |
| -------------------- | --- | --- | --- | --- |
| Universidad Católica | –   | 3–0 | 1–1 | 4–1 |
| Bolívar              | 3–1 | –   | 3–0 | 3–1 |
| Cobreloa             | 1–1 | 1–1 | –   | 2–1 |
| San José             | 2–5 | 1–0 | 2–3 | –   |

### Grupo 3
| Equipe      | Pts | J | V | E | D | GP | GC | Saldo |
| ----------- | --- | - | - | - | - | -- | -- | ----- |
| Nacional    | 8   | 6 | 3 | 2 | 1 | 12 | 6  | +6    |
| El Nacional | 6   | 6 | 3 | 0 | 3 | 9  | 11 | -2    |
| Barcelona   | 5   | 6 | 2 | 1 | 3 | 8  | 7  | +1    |
| Bella Vista | 5   | 6 | 2 | 1 | 3 | 6  | 11 | -5    |

|                        | NAC | ELN | BSC | BEL |
| ---------------------- | --- | --- | --- | --- |
| Nacional               | –   | 5–1 | 3–0 | 2–2 |
| El Nacional            | 2–0 | –   | 1–0 | 5–0 |
| Barcelona de Guayaquil | 1–1 | 4–0 | –   | 2–0 |
| Bella Vista            | 0–1 | 2–0 | 2–1 | –   |

### Grupo 4
| Equipe            | Pts | J | V | E | D | GP | GC | Saldo |
| ----------------- | --- | - | - | - | - | -- | -- | ----- |
| Flamengo          | 7   | 6 | 3 | 1 | 2 | 9  | 7  | +2    |
| Atlético Nacional | 7   | 6 | 3 | 1 | 2 | 8  | 6  | +2    |
| América de Cáli   | 7   | 6 | 3 | 1 | 2 | 12 | 11 | +1    |
| Internacional     | 3   | 6 | 0 | 3 | 3 | 4  | 9  | -5    |

|                   | FLA | AME | ATL | INT |
| ----------------- | --- | --- | --- | --- |
| Flamengo          | –   | 1–3 | 3–1 | 3–1 |
| América de Cali   | 2–1 | –   | 0–3 | 4–2 |
| Atlético Nacional | 0–1 | 3–2 | –   | 0–0 |
| Internacional     | 0–0 | 1–1 | 0–1 | –   |

### Grupo 5
| Equipe            | Pts | J | V | E | D | GP | GC | Saldo |
| ----------------- | --- | - | - | - | - | -- | -- | ----- |
| Cerro Porteño     | 7   | 6 | 2 | 3 | 1 | 5  | 4  | +1    |
| Newell's Old Boys | 6   | 6 | 1 | 4 | 1 | 4  | 4  | 0     |
| Olimpia           | 6   | 6 | 1 | 4 | 1 | 4  | 4  | 0     |
| River Plate       | 5   | 6 | 1 | 3 | 2 | 4  | 5  | -1    |

|                   | CPO | NOB | OLP | RPL |
| ----------------- | --- | --- | --- | --- |
| Cerro Porteño     | –   | 0–0 | 0–0 | 2–1 |
| Newell's Old Boys | 1–2 | –   | 1–1 | 0–0 |
| Olimpia           | 1–0 | 1–1 | –   | 1–1 |
| River Plate       | 0–1 | 1–1 | 1–0 | –   |

## Cruzamentos
|  | Oitavas de final     | Oitavas de final | Oitavas de final | Oitavas de final |       |                      | Quartas de final | Quartas de final | Quartas de final | Quartas de final |  |                      | Semifinais     | Semifinais     | Semifinais     | Semifinais     |                      |   | Final           | Final           | Final           | Final           |
|  | 7 e 14 de abril      | 7 e 14 de abril  | 7 e 14 de abril  | 7 e 14 de abril  |       |                      | 21 e 28 de abril | 21 e 28 de abril | 21 e 28 de abril | 21 e 28 de abril |  |                      | 5 e 12 de maio | 5 e 12 de maio | 5 e 12 de maio | 5 e 12 de maio |                      |   | 19 e 26 de maio | 19 e 26 de maio | 19 e 26 de maio | 19 e 26 de maio |
|  |                      |                  |                  |                  |       |                      |                  |                  |                  |                  |  |                      |                |                |                |                |                      |   |                 |                 |                 |                 |
|  | Atlético Nacional    | 0                | 2                | 2                |       |                      |                  |                  |                  |                  |  |                      |                |                |                |                |                      |   |                 |                 |                 |                 |
|  | Universidad Católica | 2                | 1                | 3                |       |                      |                  |                  |                  |                  |  |                      |                |                |                |                |                      |   |                 |                 |                 |                 |
|  | Universidad Católica | 2                | 1                | 3                |       | Universidad Católica | 3                | 1                | 4                |                  |  |                      |                |                |                |                |                      |   |                 |                 |                 |                 |
|  |                      |                  |                  |                  |       | Universidad Católica | 3                | 1                | 4                |                  |  |                      |                |                |                |                |                      |   |                 |                 |                 |                 |
|  |                      | Barcelona        | 1                | 0                | 1     |                      |                  |                  |                  |                  |  |                      |                |                |                |                |                      |   |                 |                 |                 |                 |
|  | Barcelona            | Barcelona        | 1                | 0                | 1     | 1                    | 3                | 4                |                  |                  |  |                      |                |                |                |                |                      |   |                 |                 |                 |                 |
|  | Barcelona            |                  |                  |                  |       | 1                    | 3                | 4                |                  |                  |  |                      |                |                |                |                |                      |   |                 |                 |                 |                 |
|  | Universitario        | 2                | 0                | 2                |       |                      |                  |                  |                  |                  |  |                      |                |                |                |                |                      |   |                 |                 |                 |                 |
|  | Universitario        | 2                | 0                | 2                |       |                      |                  |                  |                  |                  |  | Universidad Católica | 1              | 2              | 3              |                |                      |   |                 |                 |                 |                 |
|  |                      |                  |                  |                  |       |                      |                  |                  |                  |                  |  | Universidad Católica | 1              | 2              | 3              |                |                      |   |                 |                 |                 |                 |
|  |                      | América de Cali  | 0                | 2                | 2     |                      |                  |                  |                  |                  |  |                      |                |                |                |                |                      |   |                 |                 |                 |                 |
|  | Sporting Cristal     | América de Cali  | 0                | 2                | 2     | 0                    | 4                | 4                |                  |                  |  |                      |                |                |                |                |                      |   |                 |                 |                 |                 |
|  | Sporting Cristal     |                  |                  |                  |       | 0                    | 4                | 4                |                  |                  |  |                      |                |                |                |                |                      |   |                 |                 |                 |                 |
|  | El Nacional          | 3                | 0                | 3                |       |                      |                  |                  |                  |                  |  |                      |                |                |                |                |                      |   |                 |                 |                 |                 |
|  | El Nacional          | 3                | 0                | 3                |       | Sporting Cristal     | 2                | 2                | 4                |                  |  |                      |                |                |                |                |                      |   |                 |                 |                 |                 |
|  |                      |                  |                  |                  |       | Sporting Cristal     | 2                | 2                | 4                |                  |  |                      |                |                |                |                |                      |   |                 |                 |                 |                 |
|  |                      | América de Cali  | 2                | 3                | 5     |                      |                  |                  |                  |                  |  |                      |                |                |                |                |                      |   |                 |                 |                 |                 |
|  | Bolívar              | América de Cali  | 2                | 3                | 5     | 1                    | 1                | 2                |                  |                  |  |                      |                |                |                |                |                      |   |                 |                 |                 |                 |
|  | Bolívar              |                  |                  |                  |       | 1                    | 1                | 2                |                  |                  |  |                      |                |                |                |                |                      |   |                 |                 |                 |                 |
|  | América de Cali      | 2                | 1                | 3                |       |                      |                  |                  |                  |                  |  |                      |                |                |                |                |                      |   |                 |                 |                 |                 |
|  | América de Cali      | 2                | 1                | 3                |       |                      |                  |                  |                  |                  |  |                      |                |                |                |                | Universidad Católica | 1 | 2               | 3               |                 |                 |
|  |                      |                  |                  |                  |       |                      |                  |                  |                  |                  |  |                      |                |                |                |                |                      | 1 | 2               | 3               |                 |                 |
|  |                      | São Paulo        | 5                | 0                | 5     |                      |                  |                  |                  |                  |  |                      |                |                |                |                |                      |   |                 |                 |                 |                 |
|  | Cobreloa             | São Paulo        | 5                | 0                | 5     | 1                    | 0                | 1                |                  |                  |  |                      |                |                |                |                |                      |   |                 |                 |                 |                 |
|  | Cobreloa             |                  |                  |                  |       | 1                    | 0                | 1                |                  |                  |  |                      |                |                |                |                |                      |   |                 |                 |                 |                 |
|  | Cerro Porteño        | 1                | 2                | 3                |       |                      |                  |                  |                  |                  |  |                      |                |                |                |                |                      |   |                 |                 |                 |                 |
|  | Cerro Porteño        | 1                | 2                | 3                |       | Cerro Porteño (p)    | 1                | 0                | 1 (4)            |                  |  |                      |                |                |                |                |                      |   |                 |                 |                 |                 |
|  |                      |                  |                  |                  |       | Cerro Porteño (p)    | 1                | 0                | 1 (4)            |                  |  |                      |                |                |                |                |                      |   |                 |                 |                 |                 |
|  |                      | Olimpia          | 1                | 0                | 1 (2) |                      |                  |                  |                  |                  |  |                      |                |                |                |                |                      |   |                 |                 |                 |                 |
|  | Olimpia              | Olimpia          | 1                | 0                | 1 (2) | 2                    | 3                | 5                |                  |                  |  |                      |                |                |                |                |                      |   |                 |                 |                 |                 |
|  | Olimpia              |                  |                  |                  |       | 2                    | 3                | 5                |                  |                  |  |                      |                |                |                |                |                      |   |                 |                 |                 |                 |
|  | Nacional             | 1                | 0                | 1                |       |                      |                  |                  |                  |                  |  |                      |                |                |                |                |                      |   |                 |                 |                 |                 |
|  | Nacional             | 1                | 0                | 1                |       |                      |                  |                  |                  |                  |  | Cerro Porteño        | 0              | 0              | 0              |                |                      |   |                 |                 |                 |                 |
|  |                      |                  |                  |                  |       |                      |                  |                  |                  |                  |  | Cerro Porteño        | 0              | 0              | 0              |                |                      |   |                 |                 |                 |                 |
|  |                      | São Paulo        | 1                | 0                | 1     |                      |                  |                  |                  |                  |  |                      |                |                |                |                |                      |   |                 |                 |                 |                 |
|  | Minervén             | São Paulo        | 1                | 0                | 1     | 2                    | 0                | 2                |                  |                  |  |                      |                |                |                |                |                      |   |                 |                 |                 |                 |
|  | Minervén             |                  |                  |                  |       | 2                    | 0                | 2                |                  |                  |  |                      |                |                |                |                |                      |   |                 |                 |                 |                 |
|  | Flamengo             | 8                | 1                | 9                |       |                      |                  |                  |                  |                  |  |                      |                |                |                |                |                      |   |                 |                 |                 |                 |
|  | Flamengo             | 8                | 1                | 9                |       | Flamengo             | 1                | 0                | 1                |                  |  |                      |                |                |                |                |                      |   |                 |                 |                 |                 |
|  |                      |                  |                  |                  |       | Flamengo             | 1                | 0                | 1                |                  |  |                      |                |                |                |                |                      |   |                 |                 |                 |                 |
|  |                      | São Paulo        | 1                | 2                | 3     |                      |                  |                  |                  |                  |  |                      |                |                |                |                |                      |   |                 |                 |                 |                 |
|  | São Paulo            | São Paulo        | 1                | 2                | 3     | 0                    | 4                | 4                |                  |                  |  |                      |                |                |                |                |                      |   |                 |                 |                 |                 |
|  | São Paulo            |                  |                  |                  |       | 0                    | 4                | 4                |                  |                  |  |                      |                |                |                |                |                      |   |                 |                 |                 |                 |
|  | Newell's Old Boys    | 2                | 0                | 2                |       |                      |                  |                  |                  |                  |  |                      |                |                |                |                |                      |   |                 |                 |                 |                 |

## Fase final

### Oitavas-de-final
| Chave A           |     |                  |  |       |
| 7 de abril, 1993  |     |                  |  |       |
| El Nacional       | 3–0 | Sporting Cristal |  | Quito |
| 12 de abril, 1993 |     |                  |  |       |
| Sporting Cristal  | 4–0 | El Nacional      |  | Lima  |

| Chave B           |     |               |  |          |
| 7 de abril, 1993  |     |               |  |          |
| Cerro Porteño     | 1–1 | Cobreloa      |  | Assunção |
| 14 de abril, 1993 |     |               |  |          |
| Cobreloa          | 0–2 | Cerro Porteño |  | Calama   |

| Chave C              |     |                      |  |          |
| 7 de abril, 1993     |     |                      |  |          |
| Universidad Católica | 2–0 | Atlético Nacional    |  | Santiago |
| 14 de abril, 1993    |     |                      |  |          |
| Atlético Nacional    | 2–1 | Universidad Católica |  | Medellín |

| Chave D                |     |                        |  |           |
| 7 de abril, 1993       |     |                        |  |           |
| Universitario          | 2–1 | Barcelona de Guayaquil |  | Assunção  |
| 14 de abril, 1993      |     |                        |  |           |
| Barcelona de Guayaquil | 3–0 | Universitario          |  | Guayaquil |

| Chave E           |     |          |  |            |
| 7 de abril, 1993  |     |          |  |            |
| Nacional          | 1–2 | Olimpia  |  | Montevidéu |
| 14 de abril, 1989 |     |          |  |            |
| Olimpia           | 3–0 | Nacional |  | Assunção   |

| Chave F           |     |          |  |                |
| 7 de abril, 1993  |     |          |  |                |
| Flamengo          | 8–2 | Minervén |  | Rio de Janeiro |
| 14 de abril, 1993 |     |          |  |                |
| Minervén          | 0–1 | Flamengo |  | Puerto Ordaz   |

| Chave G           |     |                   |  |           |
| 7 de abril, 1993  |     |                   |  |           |
| Newell's Old Boys | 2–0 | São Paulo         |  | Rosário   |
| 14 de abril, 1993 |     |                   |  |           |
| São Paulo         | 4–0 | Newell's Old Boys |  | São Paulo |

| Chave H           |     |                 |  |        |
| 7 de abril, 1993  |     |                 |  |        |
| América de Cali   | 2–1 | Bolívar         |  | Cali   |
| 14 de abril, 1993 |     |                 |  |        |
| Bolívar           | 1–1 | América de Cali |  | La Paz |

### Quartas-de-final
| Chave A           |     |                  |  |      |
| 21 de abril, 1993 |     |                  |  |      |
| América de Cali   | 2–2 | Sporting Cristal |  | Cali |
| 28 de abril, 1993 |     |                  |  |      |
| Sporting Cristal  | 2–3 | América de Cali  |  | Lima |

| Chave B           |     |           |  |                |
| 21 de abril, 1993 |     |           |  |                |
| Flamengo          | 1–1 | São Paulo |  | Rio de Janeiro |
| 28 de abril, 1993 |     |           |  |                |
| São Paulo         | 2–0 | Flamengo  |  | São Paulo      |

| Chave C                |     |                        |  |           |
| 21 de abril, 1993      |     |                        |  |           |
| Universidad Católica   | 3–1 | Barcelona de Guayaquil |  | Santiago  |
| 28 de abril, 1993      |     |                        |  |           |
| Barcelona de Guayaquil | 0–1 | Universidad Católica   |  | Guayaquil |

| Chave D           |           |               |  |          |
| 21 de abril, 1993 |           |               |  |          |
| Olimpia           | 1–1       | Cerro Porteño |  | Assunção |
| 28 de abril, 1993 |           |               |  |          |
| Cerro Porteño     | 0–0 (4-2) | Olimpia       |  | Assunção |

### Semifinais
| Semifinal A      |     |               |  |           |
| 5 de maio, 1993  |     |               |  |           |
| São Paulo        | 1–0 | Cerro Porteño |  | São Paulo |
| 12 de maio, 1993 |     |               |  |           |
| Cerro Porteño    | 0–0 | São Paulo     |  | Assunção  |

| Semifinal B          |     |                      |  |          |
| 5 de maio, 1993      |     |                      |  |          |
| Universidad Católica | 1–0 | América de Cali      |  | Santiago |
| 12 de maio, 1993     |     |                      |  |          |
| América de Cali      | 2–2 | Universidad Católica |  | Cali     |

São Paulo e Universidad Catolica estão classificados para a Final.

## Final

### Primeira partida
| 19 de maio de 1993 | São Paulo                                                        | 5–1 | Universidad Católica | Estádio do Morumbi                                     |
|                    | López 30' (g.c.) · Vitor 40' · Gilmar 54' · Raí 60' · Müller 65' |     | Almada 85' (pen.)    | Público: 94 629 Árbitro: José Torres Cadena (Colômbia) |

| São Paulo | Universidad Católica |

| GK           | 1  | Zetti        |  |     |
| DF           | 2  | Vitor        |  | 66' |
| DF           | 3  | Válber       |  |     |
| DF           | 15 | Gilmar       |  |     |
| DF           | 6  | Ronaldo Luíz |  | 66' |
| MF           | 11 | Cafu         |  |     |
| MF           | 5  | Pintado      |  |     |
| MF           | 17 | Dinho        |  |     |
| MF           | 10 | Raí (c)      |  |     |
| FW           | 9  | Palhinha     |  |     |
| FW           | 7  | Müller       |  |     |
| Reservas:    |    |              |  |     |
| GK           | 12 | Gilberto     |  |     |
| MF           | 14 | Adílson      |  |     |
| DF           | 16 | André Luiz   |  | 66' |
| FW           | 18 | Catê         |  | 66' |
| MF           | 21 | Elivélton    |  |     |
| Treinador:   |    |              |  |     |
| Telê Santana |    |              |  |     |

| GK             | 12 | Oscar Wirth        |  |     |
| DF             | 15 | Leonel Contreras   |  |     |
| DF             | 5  | Daniel López       |  | 62' |
| DF             | 3  | Sergio Vázquez     |  |     |
| DF             | 2  | Andrés Romero      |  |     |
| DF             | 14 | Raimundo Tupper    |  |     |
| MF             | 8  | Ricardo Lunari     |  |     |
| MF             | 19 | Nelson Parraguez   |  |     |
| MF             | 6  | Mario Lepe (c)     |  |     |
| FW             | 11 | Juan Carlos Almada |  |     |
| FW             | 7  | Luis Pérez         |  | 73' |
| Reservas:      |    |                    |  |     |
| GK             | 1  | Patricio Toledo    |  |     |
| FW             | 9  | José Cardozo       |  |     |
| MF             | 10 | Gerardo Reinoso    |  | 73' |
| MF             | 16 | Rodrigo Gómez      |  |     |
| FW             | 20 | Rodrigo Barrera    |  | 62' |
| Treinador:     |    |                    |  |     |
| Ignacio Prieto |    |                    |  |     |

| Árbitros assistentes: John Toro Rendón (Colômbia) Jorge Eliezer Zuluaga (Colômbia) |

Fonte:

### Segunda partida
| 26 de maio de 1993 | Universidad Católica          | 2–0 | São Paulo | Estádio Nacional de Chile                        |
|                    | Lunari 9' · Almada 15' (pen.) |     |           | Público: 50 000 Árbitro: Juan Escobar (Paraguai) |

| Universidad Católica | São Paulo |

| GK             | 12 | Oscar Wirth        |     |     |
| DF             | 15 | Leonel Contreras   |     | 82' |
| DF             | 3  | Sergio Vázquez     |     |     |
| DF             | 2  | Andrés Romero      |     |     |
| DF             | 14 | Raimundo Tupper    |     | 65' |
| MF             | 8  | Ricardo Lunari     |     |     |
| MF             | 19 | Nelson Parraguez   |     |     |
| MF             | 6  | Mario Lepe (c)     |     |     |
| MF             | 11 | Juan Carlos Almada |     |     |
| FW             | 7  | Luis Pérez         |     |     |
| FW             | 20 | Rodrigo Barrera    |     |     |
| Reservas:      |    |                    |     |     |
| GK             | 1  | Patricio Toledo    |     |     |
| DF             |    | Jorge Gómez        |     |     |
| FW             | 9  | José Cardozo       |     | 82' |
| MF             | 10 | Gerardo Reinoso    | 87' | 65' |
| MF             | 16 | Rodrigo Gómez      |     |     |
| Treinador:     |    |                    |     |     |
| Ignacio Prieto |    |                    |     |     |

| GK           | 1  | Zetti          |     |         |
| DF           | 2  | Vitor          |     | 66'     |
| DF           | 3  | Válber         |     |         |
| DF           | 15 | Gilmar         | 63' |         |
| DF           | 24 | Marcos Adriano |     |         |
| MF           | 11 | Cafu           |     |         |
| MF           | 5  | Pintado        |     |         |
| MF           | 17 | Dinho          |     |         |
| MF           | 10 | Raí (c)        |     |         |
| FW           | 9  | Palhinha       |     |         |
| FW           | 7  | Müller         |     |         |
| Reservas:    |    |                |     |         |
| MF           | 8  | Toninho Cerezo |     | 66' 69' |
| Treinador:   |    |                |     |         |
| Telê Santana |    |                |     |         |

| Árbitros assistentes: Sabino Fariña (Paraguai) Oscar Velásquez (Paraguai) Quarto árbitro: Eduardo Gamboa (Chile) |

Fonte:

## Premiação
| Libertadores 1993             |
| ----------------------------- |
| SÃO PAULO Campeão (2º título) |

## Campanha do Campeão

### Artilheiros
4 gols
- Raí

2 gols
- Müller

1 gol
- Cafu
- Palinha
- Dinho
- Vítor
- Gilmar

### Assistências
3 Assistências
- Cafu
- Palinha

1 Assistência
- Vítor
- Müller
- Pintado